# トランスガボン鉄道
トランスガボン鉄道（トランスガボンてつどう、フランス語: Transgabonais）は、ガボン共和国を走る鉄道路線である。リーブルヴィル郊外のオウェンド港から、ンジョレやモアンダを通りフランスヴィルまで、全長669kmの区間を走っている。軌間は1435mmの標準軌で、全線非電化単線である。旅客輸送も行うが、主にマンガン、木材、ウランなど内陸部の産物の輸送が主である。1970年代に建設され、アフリカでは新しい路線であるため、直線が多く長尺レールも使用されるなどアフリカの鉄道としては規格が高い。

## 歴史
フランス領時代の1885年にはじめて計画されたが、実際に着工したのはガボン独立後の1974年である。1978年にオウェンドからンジョレまでの185kmが開通し、ボウエまでが1983年に、終点のフランスヴィルまでは1986年に全通した。1988年にはそれまでCOMILOGロープウェイによってコンゴ共和国へと運ばれていたマンガン鉱石がモアンダ駅からの積み出しを開始した。